# Плешкевич Омелян Іванович
Омеля́н Іва́нович Плешке́вич (20 січня 1908, Борятин — 30 травня 2007, Чикаго) — український і американський громадський діяч, один із чільних представників кооперативного руху в Україні, співзасновник Українсько-Американської кредитової спілки «Самопоміч» у Чикаго, президент Світової ради Українських кредитових спілок з 1977 по 1987 рік.

## Біографічні дані

### Походження
Рід Омеляна Плешкевича походить від козацького старшини, що служив у війську Івана Мазепи й утік на захід України після поразки в Полтавській битві 1709 року. Батько Омеляна, Іван Плешкевич, і дід, Петро Плешкевич, були українськими греко-католицькими священниками. Дядько його діда, Симон Плешкевич, був близький приятель Маркіяна Шашкевича і став першим священником, який виголосив проповідь українською мовою у Львівському архикатедральному соборі Святого Юра, на той час головній святині українських греко-католиків. Омелянова бабуся, Антоніна Вахнянин, була сестра засновника «Просвіти» Анатоля Вахнянина. Омелян також був небіж Казимежа Світальського, прем'єр-міністра Польщі (1929).
Під час Першої світової війни австрійська влада заарештувала Івана Плешкевича за підозрою в симпатіях до Росії, а під час польсько-української війни, у травні 1919 року, польська влада на кілька місяців ув'язнила його у львівській тюрмі «Бригідки». Сам Іван Плешкевич у 1920-х роках був активний громадський діяч. Він заснував кооперативну кредитну спілку, читальню «Просвіти», українську школу й інші українські організації у своїй громаді.

### Діяльність у Європі
1927 року Омелян Плешкевич закінчив Сокальську гімназію, а 1931-го — Львівську вищу школу закордонної торгівлі. Тоді працював у Стрию, у великій молочній кооперації «Маслосоюз». 1934 року він склав іспити на ревізора у Варшаві й одержав від польського уряду дозвіл працювати ревізором великих фінансових і торговельних установ у Польщі. У цей час він, зокрема, ревізував молочні кооперативи. Під час німецької окупації з 1941 по 1944 рік він ревізував українські кооперативи та кредитні спілки на Тернопільщині.
Омелян Плешкевич володів українською, англійською, німецькою, польською та російською мовами. Після Другої світової війни він перебрався з України до Австрії, з 1945 по 1946 рік жив у Відні. Перебуваючи там, він вивчав зовнішню торгівлю у Віденському економічному університеті. 1946 року Плешкевич переїхав до Німеччини, де поблизу Мюнхена працював директором табору для переміщених осіб, яким керувала ООН. Там він заснував кредитну спілку.

### Діяльність в Америці
У 1949 році Омелян Плешкевич емігрував з Німеччини до США, де спочатку працював чорноробом на заводі «Раєрсон стіл» у Чикаго.

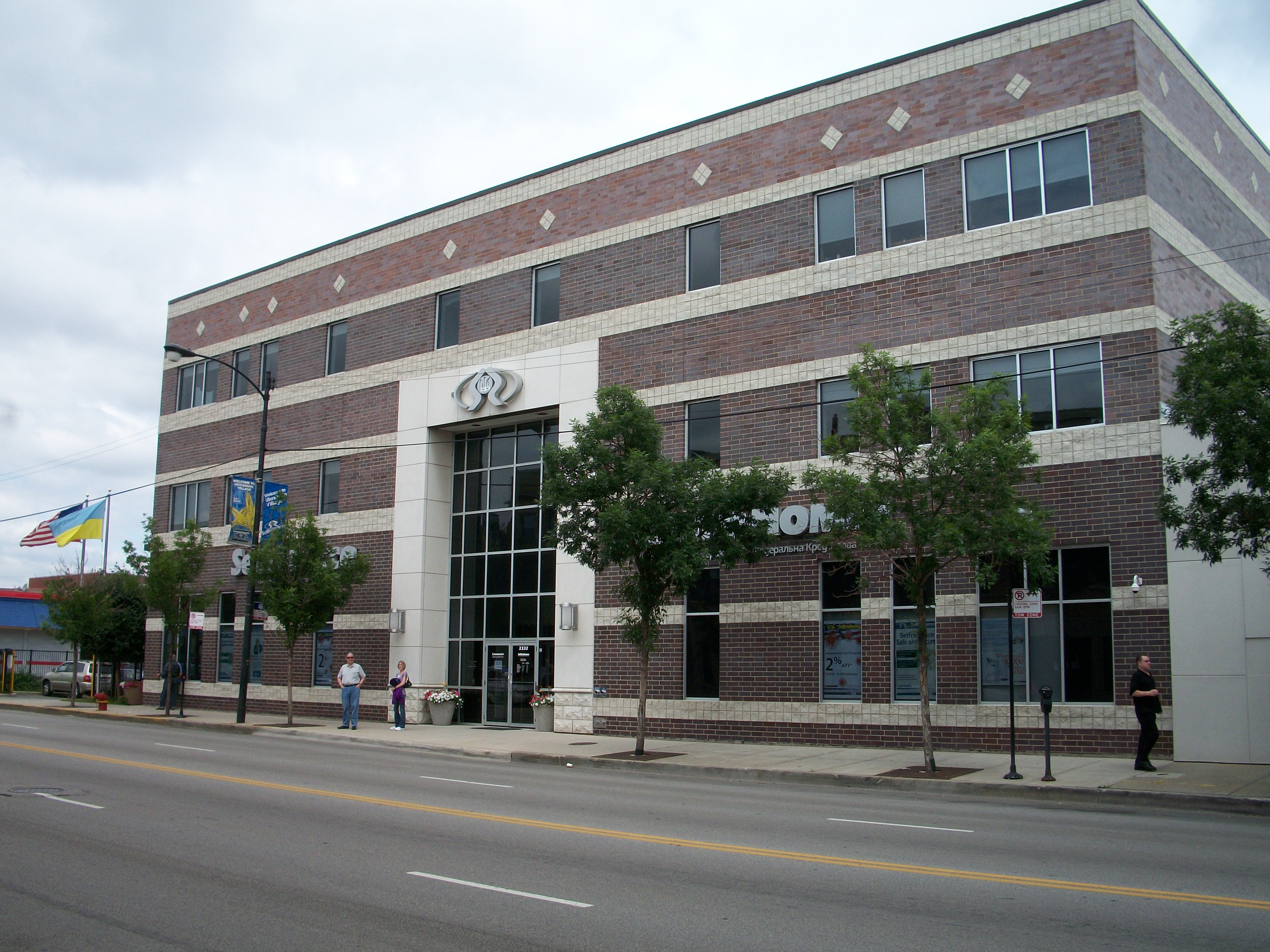
Головний відділ Українсько-Американської кредитової спілки «Самопоміч» на Чикаго-авеню в Українському селі, Чикаго.

1951 року він став співзасновником Українсько-Американської кредитової спілки «Самопоміч», використавши близько 500 доларів США, що їх зібрали українські біженці. Спілка подавала фінансові послуги людям, які не знали мови, законів та місцевих звичаїв і яким було важко одержати позики поза межами української громади. Перші два роки ця спілка діяла в офісі місцевого українського громадського центру, а її засновники працювали на добровільних засадах. Омелян Плешкевич відповідав за нагляд за щоденною діяльністю кредитної спілки та за провадження повної та точної документації. У 1953-му він став першим найманим працівником цієї спілки. Він обіймав посади скарбника та головного виконавчим директором спілки «Самопоміч» від 1951 року до свого виходу на пенсію в 1978-му. Даючи іпотечні кредити понад 1200 українським родинам, які купували будинки, і десяткам українських підприємств у 1950-х і 1960-х роках, Українсько-Американська кредитова спілка «Самопоміч» відіграла значну роль у збереженні української ідентичності району «Українське село» в Чикаго. 1969 року Омелян Плешкевич став головою Кооперативного відділу Світового конґресу українців. У 1974 році Плешкевича удостоїли званням «Українець року» (англ. «Ukrainian Man of the Year»). Після виходу на пенсію з посади скарбника та головного виконавчого директора Українсько-Американської Кредитової Спілки «Самопоміч» у 1978 році він залишився в штаті як почесний президент і консультант і далі працював у кредитній спілці п'ять днів на тиждень до 2004 року, коли йому було 96 років. Ця кредитна спілка виросла і на час його смерті стала сьомою за величиною в штаті Іллінойс із активами понад 450 мільйонів доларів.
З 1977 по 1987 рік Омелян Плешкевич був президентом Світової ради Українських кредитових спілок, головної організації українських кредитних спілок у Сполучених Штатах, Канаді та Австралії. 1988 року ці кредитні спілки разом мали 1,267 мільярда доларів активів.
Омелян Плешкевич одружився з Емілією Романовською у 1937 році. Наприкінці життя мав двох синів — Олександра і Богдана, шістьох онуків і чотирьох правнуків. Помер 30 травня 2007 року, похований 2 червня на цвинтарі Святого Ніколаса, що в Норриджі.

## Почесті
- 1974 — звання «Українець року».
- 2000 — членство в Іллінойському Залі слави кредитних спілок[7].
- 2003 — звання почесного скарбника округу округу Кук, яке Плешкевичові призначила Марія Паппас, скарбник цього округу[4].